# Um Anjo Mau
Um Anjo Mau é um filme brasileiro de 1971 dirigido por Roberto Santos. O roteiro, do próprio diretor e de Afonso Cláudio, é baseado em livro de Adonias Filho. É uma produção de Walter Hugo Khouri e William Khouri para a Companhia Vera Cruz.

## Enredo
A menina Açucena é vendida pela mãe ao comerciante Mário, em um pequeno vilarejo de uma região rural. Quando cresce seduz o homem mas logo depois ele a expulsa de casa, por pressão da irmã solteirona reprimida. Açucena então se amasia com o tropeiro Lucas e o casal tem um filho. Mas o capataz da fazenda onde Lucas trabalha tenta estrupá-la, com o apoio do patrão, e o caso acaba em tragédia. Açucena vai morar sozinha até que conhece o andarilho Martinho Lutador, que vive de desafiar outros para lutas. Os dois se tornam amantes e Açucena pede a ele que vá até a fazenda e se vingue dos homens que destruiram a família dela.

## Elenco
- Adriana Prieto.... Açucena
- Flávio Porto.... Martinho
- Francisco Di Franco.... capataz
- Afonso Cláudio
- Jonas Mello.... Mário Afonso
- Sérgio Hingst
- Bárbara Fazio
- Cláudia Patrícia.... Açucena menina
- Serafim Gonzalez...líder dos leprosos
- Marcelo Kujawski.... Tanajura
- Marly Figueiredo
- Pedro Salomão
- Murilo Alvarenga

## Prêmios e indicações
Festival de Brasília (1971)
- Vencedor na categoria Melhor Atriz: Adriana Prieto